# Bothria albomicans
Bothria albomicans är en tvåvingeart som beskrevs av Zimin 1960. Bothria albomicans ingår i släktet Bothria och familjen parasitflugor. Inga underarter finns listade i Catalogue of Life.